# Parti communiste tibétain (Dharamsala)
Pour l’article homonyme, voir Parti communiste tibétain.
Le Parti communiste tibétain de Dharamsala était un parti politique tibétain fondé à la fin des années 1970, ayant reçu la bénédiction du dalaï-lama en juin ou juillet 1978, et dont la création fut annoncée publiquement le 1er mai 1979 par K. Dhondup, Namgyal et Kelsang Tenzin. Ce parti n'exista que 3 ans, et n'eut que 3 ou 4 membres, en raison de forte opposition dans la société tibétaine traumatisée part son histoire au Tibet. « Nous ne reçûmes aucun soutien, sauf celui du dalaï-lama qui déclara que le marxisme l'intéressait depuis un certain temps, chose que nous savions » déclara K. Dhondup. Le parti a été dissous le 10 mars 1982,.

## Autre lecture
- Thubten Samphel, Falling Through the Roof, 2008, Rupa & Co., New Delhi,  (ISBN 8129114348) (roman)